# Концерт для фортепіано з оркестром № 1 (Бетховен)
Концерт Бетховена для фортепіано з оркестром № 1, до мажор, op. 15, написаний Л. Бетховеном у 1796–1797 роках. Прем'єра відбулася 29 березня 1795 році у Відні. За словами Франца Вегелера третя частина, «Рондо», була завершена за два дні до прем'єри. У наступні роки, Бетховен неодноразово переглядав концерт — перед виступом у Празі (1798) і Відні (1800). Насправді цей концерт був написаний пізніше за другий, перший номер завдячує більш ранньому часу публікації.
Концерт складається з трьох частин:
- 1. Allegro con brio
- 2. Largo
- 3. Rondo. Allegro (scherzando)

Загальна довжина твору: близько 37 хвилин.